# Idoia Villanueva
Idoia Villanueva Ruiz (Pamplona, 17 de julio de 1980) es una ingeniera informática y política española de Podemos, diputada en el Parlamento Europeo entre 2019 y 2024 y senadora por designación del Parlamento de Navarra entre 2015 y 2019.

## Biografía
Nacida en Pamplona el 17 de julio de 1980, obtuvo un título en ingeniería informática por la Universidad del País Vasco (UPV) y posteriormente un máster en dirección y administración de Empresas por la Universidad Autónoma de Madrid (UAM). Trabajó 10 años en gestión y desarrollo de proyectos tecnológicos. Propuesta por Podemos, fue designada en septiembre de 2015 senadora por el Parlamento de Navarra. Desempeñó en la cámara alta la posición de portavoz en la comisión de Exteriores y en la comisión para la Unión Europea. En febrero de 2017 entró a formar parte de la ejecutiva de Podemos —el llamado «Consejo de Coordinación»— en sustitución de Ángela Ballester. En octubre de 2018 fue anunciada entre los candidatos de Podemos de cara a les elecciones al Parlamento Europeo de 2019, siendo incluida finalmente en el número 4 de la lista de Unidas Podemos Cambiar Europa. En 2021 fue amonestada por el Parlamento Europeo por realizar viajes falsamente como observadora a Ecuador junto con la francesa Leïla Chaibi.